# محيي إسماعيل
محيي الدين إسماعيل (8 نوفمبر 1940-)، ممثل مصري ولد في مدينة كفر الدوار بمحافظة البحيرة. اشتهر بأداء الأدوار المركبة. من مؤسسي مسرح المائة كرسي التجريبي بالمركز الثقافي التشيكي عام 1969.[بحاجة لمصدر] من أشهر أفلامهِ الأخوة الأعداء مع نور الشريف وحسين فهمي ويحيى شاهين.

## حياته
اسمه الكامل (محيي الدين محمد إسماعيل)، نشأ في أسرة مصرية بسيطة، كان والده أحد كبار رجال التربية والتعليم بالمحافظة ويحمل شهادة العالمية مع إجازة التدريس بينما والدته كانت ابنة عمدة القرية، لديه من الأشقاء خمس صبيان وثلاثة بنات.
درس في قسم الفلسفة بكلية الآداب قسم الفلسفة في جامعة عين شمس، كما التحق بقسم التمثيل في المعهد العالي للفنون المسرحية، وعمل لفترة في المسرح القومي، قدم العديد من المسرحيات، منها: (الليلة السوداء، سليمان الحلبي، دائرة الطباشير القوقازية)، وعندما مثل في السينما، كان منجذبًا لأدوار الشخصيات التي تمر بمشاكل نفسية، فركز طاقته على تجسيد صراعات الإنسان النفسية حتى أصبح متخصصا في هذه الأدوار الصعبة بل المُركبة حتى أطلق عليه لقب رائد السايكودراما في مصر.
كُرم في العديد من المحافل الدولية وأبرزها جائزة مهرجان طشقند السينمائي الدولي عن دوره بفيلم (الإخوة الأعداء)، من أفلامه: (الرصاصة لا تزال في جيبي، خلي بالك من زوزو، الطائرة المفقودة، الأخوة الأعداء، وراء الشمس، الأقمر، دموع الشيطان، إعدام طالب ثانوي)، يهوى القراءة والتأليف وصدر له رواية (المخبول) التي حققت انتشارا واسعا وترجمت لأكثر من لغة ولاقت اهتماما من شخصيات بارزة مثل العالم أحمد زويل الذي أثنى عليها وقال: «إنها رواية تستحق الاهتمام».[بحاجة لمصدر]

## أعماله
لديهِ العديد من الأعمال الفنية في المسلسلات والأفلام:

### أفلام
- الكنز 2: الحب والمصير:2019-الكاهن الأكبر
- الكنز: الحقيقة والخيال:2017-الكاهن الأكبر
- حد سامع حاجة:2009-محمد عبد ربه
- الغجر:1996
- صعيدي في الجيش:1993
- حلاوة الروح:1990-شوقي عبد الرحمن
- انا والعذراء والجدي:1989
- الهاربات:1987-سمير شمبر
- الكومندان:1986
- دموع الشيطان:1986-عاطف احمد شكري / شكري / عصمت
- الأوغاد:1985-كمال ضابط البوليس
- ريـال فضة:1985-أحمد الدغيدي
- الجريح:1985-شريف شوكت
- شهد الملكة:1985-فؤاد مأمور الكركون
- الطائرة المفقودة:1984-إبراهيم
- عالم وعالمة:1983-وجدي العندليب
- رحلة الشقاء والحب:1982-توفيق
- إعدام طالب ثانوي:1980-عزّوز
- تحقيق:1980-سامي
- وراء الشمس:1978-يوسف
- الأقمر:1978-خليل الفَص
- الشياطين:1977-4
- مولد يا دنيا:1976
- وانتهى الحب:1975
- دعونا نحب:1975
- الأخوة الأعداء:1974-حمزه الأرماني
- 24 ساعة حب:1974-الجار العازب
- الأبرياء:1974-سعيد
- الرصاصة لا تزال في جيبي:1974 - ضابط إسرائيلي
- البنات لازم تتجوز:1973
- خلي بالك من زوزو:1972-عمران
- صور ممنوعة:1972-محيي عبد العال
- زهور برية:1972-توم وايز
- HEROES WITHOUT GLORY:1971
- مِن عظماء الإسلام:1970
- المعركة الملعونة:1969
- بئر الحرمان:1969-الرسام
- الموت وراء المجد:1969
- شرخ في جدار العائلة (قرار في ضوء البرق)
- زهور بريئة

### مسلسلات
| - كليوباترا:2010-يوليوس قيصر - المخبر الخاص:2007 - نسر الشرق (ج1، 2):1999، 2000-رينولد دي شاتيون - أهل الكهف:1997 - الأبطال (ج1):1996-كليبر - رقيب لا ينام:1988 - موسى بن نصير:1983 - بستان الشوك:1982-ممدوح | - اليتيم و الحب:1980 - الوليمة:1979-هاني - بستان الشوك:1978-ممدوح - أبناء في العاصفة:1978 - نهر الملح:1975 - أنهار الملح:1975 - ليل ورجال:1972 - محمد رسول الله:1968 | - لا تطفئ الشمس:1965 - وحش البراري:1965 - قصة مدينة:1964 - تمنياتي بالشفاء العاجل - شباب الشعلة - عيلة دودو - زوجات تحت الشمس |

| - عصام والمصباح (ج3، 5):2016، 2018 - قناة السويس:2015 - الحب المستحيل:1991-احمد - أبو عرام:1973 - القاهرة في ألف عام:1969-نابوليون بونابارت - الأرملة العذراء - المغماطيس-الدكتور غريب - مغامرات حب حب | - حكاية مصرية/حسن طوبار:1969 - 100 سؤال:2015 - صاحبة السعادة:2014 - أحلى مسا:2014 - رامز قلب الأسد:2011 - الستات ميعرفوش يكدبوا:2011 - كش ملك:2011 |

## أعمال منشورة
- رواية المخبول.[2]
- مسافر على باب الله.
- جراح النفوس.

## روابط خارجية
- محيي إسماعيل على موقع الدهليز
- محيي إسماعيل على موقع قاعدة بيانات الأفلام العربية